# Al-Basra (province)
La province d'Al-Basra est une des 19 provinces d'Irak.

## Histoire

### Après la première guerre mondiale
La province ottomane de Bassorah incluait le Koweït. Après la défaite des Ottomans, le Royaume-Uni créa un nouvel État formé des provinces de Bassorah, de Bagdad et de Mossoul pour créer l'Irak. Le Koweït devint peu après un protectorat britannique indépendant de l'Irak.

### Après le chute du parti Baath
On a proposé de former une région autonome en fusionnant les trois provinces du sud de l'Irak : Bassorah, Dhi Qar et Maysan conformément à la constitution de 2005 qui doit l'autoriser à partir de 2008.

## Géographie
La région est peuplée majoritairement par des arabes musulmans chiites.

### Districts
| District           |               | Capitale              |                 |
| ------------------ | ------------- | --------------------- | --------------- |
| Bassorah           | البصرة        | Bassorah              | البصرة          |
| Abu al-Khasib      | ابي الخصيب    | Abu al-Khasib         | ابي الخصيب      |
| Az-Zubayr          | الزبير        | Az-Zubayr             | الزبير          |
| Al-Qurna           | القرنة        | Al-Qurna              | القرنة          |
| Fao                | الفاو         | Fao                   | الفاو           |
| Chat al-Arab       | شط العرب      | Chat al-Arab          | شط العرب        |
| Al-Midiniya        | المدنية       | Al-Midiniya           | المدنية         |
| Suddamiya al-Basra | صدامية البصرة | Al-Madyana al-Khadida | المدينة الجديدة |

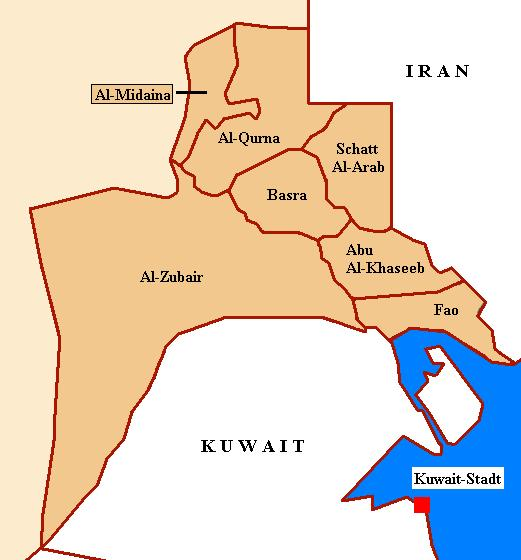
Les districts de la province

Gouvenorats de l'Irak en 1990-1991.

En 1990-1991, lors de l'annexion irakienne du Koweït, le gouvernorat d'Al-Basra incluait le district de Saddamiyat al-Mitla' (en), partie de l'éphémère République du Koweït séparée du gouvernorat du Koweït.